# De Noordlaan
De Noordlaan was een stadion gelegen in het Belgische Winterslag.

## Geschiedenis
De Noordlaan werd gebouwd in 1923 en diende als stadion voor KFC Winterslag. Het stadion had een capaciteit van 18.000 toeschouwers. In 1981 schakelde Winterslag er Arsenal FC uit in de UEFA Cup. In 1988 fusioneerde KFC Winterslag met Thor Waterschei tot KRC Genk en ging men voetballen in het stadion van Waterschei. Na 1988 speelden gedurende nog enkele jaren jeugdploegen van KRC Genk er. Nadien kwam het stadion in verval. In 2004 werd het afgebroken.